# الدوري الشمالي لكرة القدم 1960–61
الدوري الشمالي لكرة القدم 1960–61 (بالإنجليزية: 1960–61 Northern Football League)‏ هو موسم من الدوري الشمالي لكرة القدم ‏. فاز فيه وست أوكلاند تاون ‏.